# ویسکی به وفور (رمان)
ویسکی به وفور (انگلیسی: Whisky Galore) رمانی اثر کامپتون مکنزی نویسنده بریتانیایی است که در سال ۱۹۴۷ منتشر شده است. در سال ۱۹۴۹ اقتباسی سینمایی از این اثر، ساخته شده است که در آمریکا با عنوان جزیره تنگ کوچک، شناخته می‌شود.